# Thamithericles quagga
Thamithericles quagga är en insektsart som först beskrevs av Karsch 1893.  Thamithericles quagga ingår i släktet Thamithericles och familjen Thericleidae. Inga underarter finns listade i Catalogue of Life.